# جون لي برات
جون لي برات (بالإنجليزية: John Lee Pratt)‏ هو مدير وكيميائي أمريكي، ولد في 22 أكتوبر 1878 في مقاطعة كينغ جورج في الولايات المتحدة، وتوفي في 22 ديسمبر 1975 في مقاطعة ستافورد في الولايات المتحدة.
درس برات الكيمياء في جامعة فيرجينيا. بعد إكمال دراسته، عمل لدى الشركة الأمريكية دوبونت، في السنوات التي سبقت الحرب العالمية الأولى. بعد الحرب العالمية الأولى، في عام 1919، انتقل إلى شركة جنرال موتورز (GM)، التي تأسست في عام 1908 على يد ويليام دورانت. في جنرال موتورز، ترقى إلى المستوى التنفيذي وكان عضوًا في مجلس إدارة الشركة من عشرينيات القرن الماضي حتى عام 1968. خلال الحرب العالمية الثانية، خدم برات في مجلس موارد الحرب تحت إشراف إدوارد ستيتينيوس.
اقتنى برات عقار تشاتهام مانور في مقاطعة ستافورد، فيرجينيا، والذي تركه كممتلكات لإدارة المتنزهات الوطنية الأمريكية. في عام 1947، تلقى متحف فيرجينيا للفنون الجميلة مجموعة الفنون التي اقتناها مع زوجته ليليان عندما توفيت في عام 1947. تضمنت هذه المجموعة، من بين أمور أخرى، خمس بيضات فابرجيه. كما تبرع بمبلغ كبير من الأموال إلى جامعة فيرجينيا، وجامعة فيرجينيا للتقنية، وجامعة واشنطن ولي وجامعة جونز هوبكنز. هناك العديد من المنح الدراسية باسمه.
ترقد رفاته المحروقة في مقبرة أوك هيل في فريدريكسبرغ، فيرجينيا، ويمكن العثور على أوراقه في جامعة فيرجينيا.